# Lion
Lion las Monjas (en francès Lioux-les-Monges) és una comuna (municipi) de França, a la regió de la Nova Aquitània, departament de la Cruesa, al districte d'Aubusson i cantó d'Auzances.
La seva població al cens de 1999 era de 42 habitants. Està integrada a la Communauté de communes Auzances-Bellegarde-en-Marche.

## Demografia
| 1968 | 1975 | 1982 | 1990 | 1999 |
| ---- | ---- | ---- | ---- | ---- |
| 98   | 73   | 48   | 40   | 42   |

## Administració
| Període | Identitat    | Partit |
| ------- | ------------ | ------ |
| 2001-   | Claude Fonty |        |